# Corquiéu
Corquiéu est un groupe de musique folk d'origine et d'influence des Asturies et celte, et des textes en langue asturienne, qui apparut en 1998 à Ribadesella (Espagne).

## Musiciens
- Jorge Ibáñez: bouzouki
- Blanca Sáenz de Miera: violon
- Daniel Álvarez: flûte traversière, low whistle
- Gema García: voix
- Roberto Suárez: gaïta asturienne, low whistle, voix
- Pablo Valdés: guitare acoustique, voix
- David Mateos † : bodhrán, cajón flamenco, percussions

## Discographie
- La Barquera (Discos L'Aguañaz, 2001)

1. La Xana
2. La Barquera
3. Onde vas por agua
4. Veriña
5. La Molinera
6. Tanda
7. Eita
8. Naguando por Asur
9. Saltón de Güexes
10. Lo Sueltu d'Ayer
11. Les Naranxes

- Salia (Tierra Discos, 2005)

1. Ribseyana
2. Frieras
3. Llara
4. Bargaz
5. Entaina
6. Viquina
7. Polques
8. Boriada
9. Tubería
10. País Silente
11. Fontaine
12. Gaita

- Suaña Tierra Discos, [2010]

1. Llabios de Miel
2. Bratislava
3. Alma Balera
4. I&C
5. Muñeires de Ribeseya
6. Sahara
7. Anaxela
8. Suaña
9. Muñeires de Valdés
10. Romeria